# Villafranca Piemonte
Villafranca Piemonte – miejscowość i gmina we Włoszech, w regionie Piemont, w prowincji Turyn.
Według danych na rok 2004 gminę zamieszkiwały 4792 osoby, 94 os./km².